# Taiji Tonoyama
Taiji Tonoyama (殿山泰司, Tonoyama Taiji) est un acteur japonais né le 17 octobre 1915 et mort le 30 avril 1989.

## Biographie

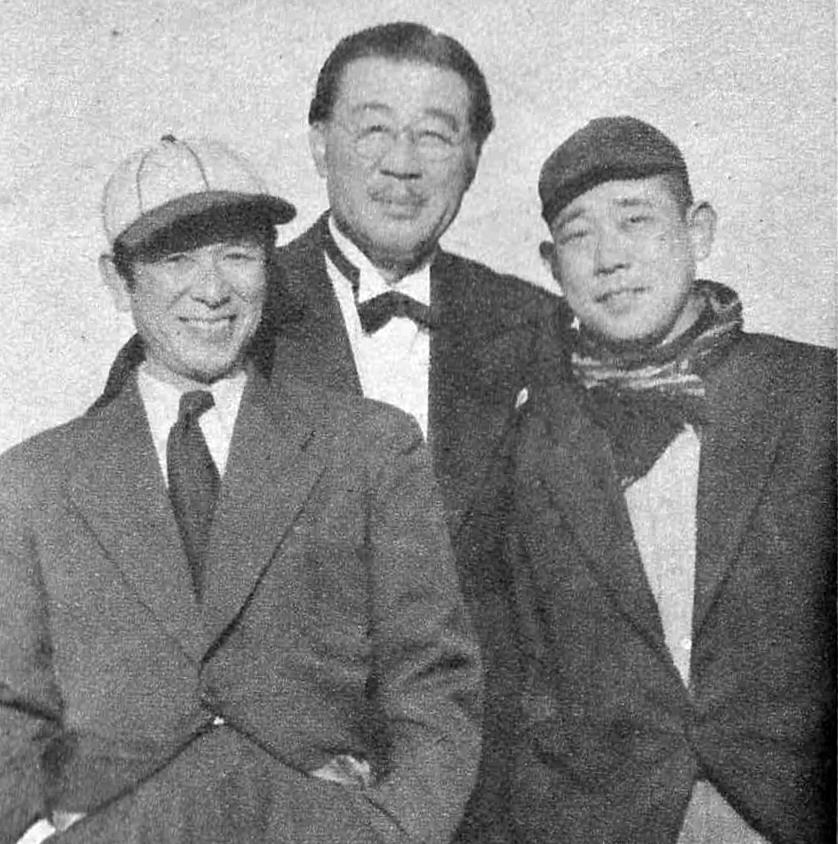
De g. à d. : Kōji Mitsui, Dekao Yokoo et Taiji Tonoyama en 1950.

Taiji Tonoyama a tourné dans plus de 230 films entre 1939 et 1989.

## Filmographie partielle

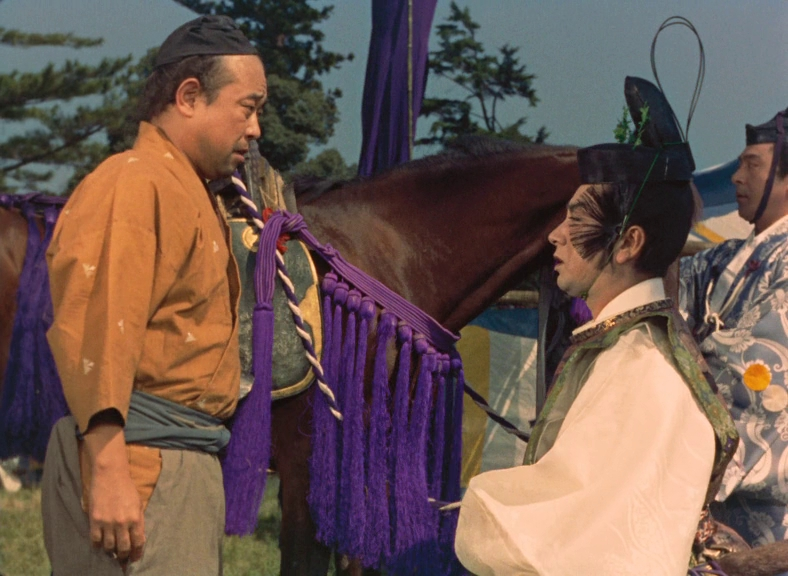
Taiji Tonoyama et Kazuo Hasegawa dans La Porte de l'enfer (1953).

- 1947 : Récit d'un propriétaire (長屋紳士録, Nagaya shinshiroku?) de Yasujirō Ozu : un photographe
- 1948 : L'Ange ivre (酔いどれ天使, Yoidore tenshi?) d'Akira Kurosawa
- 1950 : Scandale (醜聞, Shubun?) d'Akira Kurosawa
- 1951 : Les Habits de la vanité (偽れる盛装, Itsuwareru seiso?) de Kōzaburō Yoshimura : Kasama
- 1951 : Le Roman de Genji (源氏物語, Genji monogatari?) de Kōzaburō Yoshimura
- 1952 : Les Enfants d'Hiroshima (原爆の子, Genbaku no ko?) de Kaneto Shindō
- 1953 : Epitome (縮図, Shukuzu?) de Kaneto Shindō
- 1952 : La Légende du grand bouddha (大仏開眼, Daibutsu kaigen?) de Teinosuke Kinugasa
- 1953 : La Porte de l'enfer (地獄門, Jigokumon?) de Teinosuke Kinugasa
- 1953 : Zankyō no minato (残侠の港?) de Kiyoshi Saeki
- 1953 : La Vie d'une femme (女の一生, Onna no issho?) de Kaneto Shindō
- 1954 : Quartier sans soleil (太陽のない街, Taiyō no nai machi?) de Satsuo Yamamoto
- 1955 : Journal d'un policier (警察日記, Keisatsu nikki?) de Seiji Hisamatsu : un policier
- 1955 : Les Loups (狼, Okami?) de Kaneto Shindō : Yoshiyuki Mikawa
- 1956 : Ombres en plein jour (真昼の暗黒, Mahiru no ankoku?) de Tadashi Imai : Uhei Matsumura
- 1958 : La tristesse est aux femmes (悲しみは女だけに, Kanashimi wa onna dakeni?) de Kaneto Shindō : Akamatsu
- 1958 : Les Tambours de la nuit (夜の鼓, Yoru no tsuzumi?) de Tadashi Imai : Sangobei Masayama
- 1959 : Mon deuxième frère (にあんちゃん, Nianchan?) de Shōhei Imamura
- 1959 : Bonjour (お早う, Ohayo?) de Yasujirō Ozu
- 1959 : La Condition de l'homme: Il n'y a pas de plus grand amour (人間の條件, Ningen no joken I?) de Masaki Kobayashi
- 1960 : L'Île nue (裸の島, Hadaka no shima?) de Kaneto Shindō
- 1961 : Cochons et Cuirassés (豚と軍艦, Buta to gunkan?) de Shōhei Imamura
- 1962 : L'Homme (人間, Ningen?) de Kaneto Shindō
- 1962 : La Source thermale d’Akitsu (秋津温泉, Akitsu onsen?) de Yoshishige Yoshida
- 1963 : La Femme insecte (にっぽん昆虫記, Nippon konchuki?) de Shōhei Imamura
- 1963 : Le Vagabond de Kanto (関東無宿, Kantō de?) de Seijun Suzuki
- 1963 : 18 jeunes gens à l’appel de l’orage (嵐を呼ぶ十八人, Arashi o yobu juhachi-nin?) de Yoshishige Yoshida
- 1964 : Désir meurtrier (赤い殺意, Akai satsui?) de Shōhei Imamura
- 1964 : Onibaba (鬼婆?) de Kaneto Shindō
- 1965 : La Femme de Seisaku (清作の妻, Seisaku no tsuma?) de Yasuzō Masumura
- 1966 : L'Obsédé en plein jour (白昼の通り魔, Hakuchu no torima?) de Nagisa Ōshima
- 1966 : L'Île du châtiment (処刑の島, Shokei no shima?) de Masahiro Shinoda
- 1967 : Été japonais : Double suicide contraint (無理心中日本の夏, Muri shinju : Nihon no natsu?) de Nagisa Ōshima
- 1968 : Le Retour des trois soûlards (帰って来たヨッパライ, Kaettekita yopparai?) de Nagisa Ōshima
- 1968 : Higashi Shinakai (東シナ海?) de Tadahiko Isomi
- 1968 : Profonds désirs des dieux (神々の深き欲望, Kamigami no fukaki yokubo?) de Shōhei Imamura
- 1971 : La Cérémonie (儀式, Gishiki?) de Nagisa Ōshima
- 1971 : Chimimoryo, une âme au diable (闇の中の魑魅魍魎, Yami no naka no chimimoryo?) de Kō Nakahira : Hachizo
- 1971 : Silence (沈黙, Chinmoku?) de Masahiro Shinoda : un garde
- 1972 : Une petite sœur pour l’été (夏の妹, Natsu no imoto?) de Nagisa Ōshima
- 1973 : Le Temps de la mémoire (青幻記 遠い日の母は美しく, Seigenki: Tōi hi no haha wa utsukushiku?) de Tōichirō Narushima[2]
- 1974 : Le Vase de sable (砂の器, Suna no utsuwa?) de Yoshitarō Nomura
- 1976 : L'Empire des sens (愛のコリーダ, Ai no korīda?) de Nagisa Ōshima
- 1977 : Chikuzan, le baladin aveugle (竹山ひとり旅, Chikuzan hitori tabi?) de Kaneto Shindō
- 1977 : Orin la proscrite (はなれ瞽女おりん, Hanare goze Orin?) de Masahiro Shinoda
- 1978 : L'Empire de la passion (愛の亡霊, Ai no borei?) de Nagisa Ōshima
- 1979 : La vengeance est à moi (復讐するは我にあり, Fukushū suru wa ware ni ari?) de Shōhei Imamura
- 1979 : C'est dur d'être un homme : L'Américain (男はつらいよ 寅次郎春の夢, Otoko wa tsurai yo: Torajirō haru no yume?) de Yōji Yamada
- 1981 : La Rivière de boue (泥の河, Doro no kawa?) de Kōhei Oguri
- 1981 : Eijanaika (ええじゃないか, Eejanaika?) de Shōhei Imamura
- 1981 : Edo Porn (北斎漫画, Hokusai manga?) de Kaneto Shindō
- 1981 : Les Fruits de la passion (上海異人娼館／チャイナ・ドール, Shanghai ijin shōkan - China doll?) de Shūji Terayama
- 1982 : Piscine sans eau (水のないプール, Mizu no nai pūru?) de Kōji Wakamatsu
- 1982 : C'est dur d'être un homme : Le Conseiller (男はつらいよ 花も嵐も寅次郎, Otoko wa tsurai yo: Hana mo arashi mo Torajirō?) de Yōji Yamada : un prêtre
- 1983 : La Ballade de Narayama (楢山節考, Narayama bushi-ko?) de Shōhei Imamura
- 1983 : La Chambre noire (暗室, Anshitsu?) de Kirio Urayama
- 1985 : Seburi monogatari (瀬降り物語?) de Sadao Nakajima : Kamezo
- 1987 : Zegen, le seigneur des bordels (女衒, Zegen?) de Shōhei Imamura
- 1987 : Hachiko (ハチ公物語, Hachikō monogatari?) de Seijirō Kōyama
- 1989 : Pluie noire (黒い雨, Kuroi ame?) de Shōhei Imamura

## Récompenses et distinctions
- 1963 : prix Mainichi du meilleur acteur pour L'Homme[3]